# Eric Kaufmann

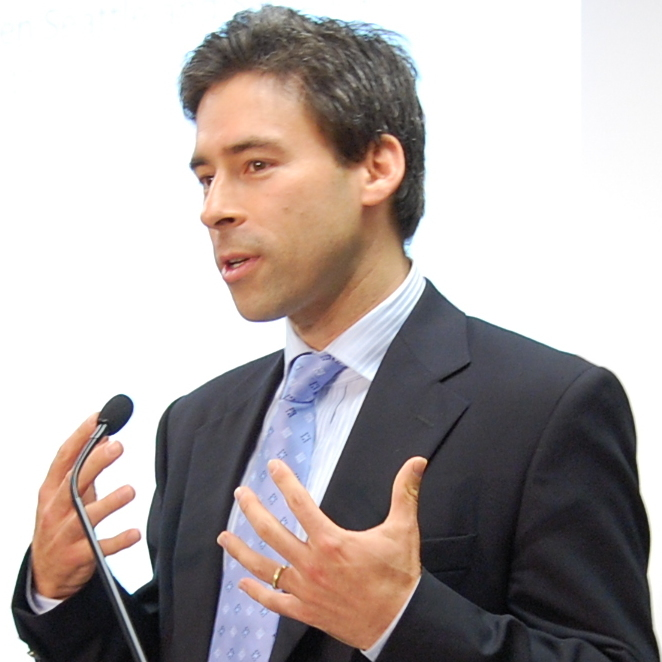
Eric Kaufmann im Jahr 2011

Eric Peter Kaufmann (* 11. Mai 1970) ist ein Politikwissenschaftler im Vereinigten Königreich.

## Leben
Eric Kaufmann wuchs in Vancouver auf und lebte acht Jahre lang in Japan. Er promovierte an der London School of Economics and Political Science, lehrte bis 2023 am Birkbeck College der University of London und wechselte dann nach Buckingham, weil er sich am Birkbeck College seit Jahren, insbesondere seit der Veröffentlichung seines Buches Whiteshift: Immigration, Populism and the Future of White Majorities, angefeindet gesehen hatte. Dies hatte auch mit seiner Wokeness-Kritik zu tun: Kaufmann sieht Wokeness als übertriebene Aufmerksamkeit für historisch eher randständige Gruppen an, was aber den Moralisten an der Universität nicht gefallen habe. Er habe sich zensiert und durch  Ideologen gegängelt gefühlt, erklärte Kaufmann. An der 1976 unter Margaret Thatcher gegründeten Universität von Buckingham herrsche dagegen Forschungs-, Rede- und Meinungsfreiheit. Er wolle gegen den Verlust der Vielfalt an Perspektiven an Universitäten vorgehen. Für das Jahr 2024 habe er sich vorgenommen, ein Centre for Heterodox Social Science einzurichten und einen öffentlichen Online-Lehrgang mit dem Titel Woke: The Origins, Dynamics and Implications of an Elite Ideology anzubieten.

## Veröffentlichungen (Auswahl)
- The Rise and Fall of Anglo-America: the decline of dominant ethnicity in the United States, Harvard 2004
- The Orange Order, Oxford 2007
- shall the Religious Inherit the Earth: demography and politics in the twenty-first century, Profile 2010
- Changing Places: mapping the white British response to ethnick change, Demos 2014
- Whiteshift: Immigration, Populism and the Future of White Majorities, Penguin 2018
- The Third Awokening: A 12-Point-Plan For Rolling Back Progressive Extremism, Bombardier Books 2024